# On the Beach (álbum de Chris Rea)
On the Beach es el octavo álbum de estudio del cantante y compositor británico Chris Rea, publicado en 1986. Este disco alcanzó la posición número once en la UK Albums Chart, y de él se desprenden tres canciones que fueron lanzadas como sencillos y que lograron entran en la lista musical del Reino Unido: «It's All Gone» (nº69), «On the Beach» (nº57) y «Hello Friend» (nº79). La British Phonographic Industry lo certificó de disco de platino por vender 300 000 unidades.

## Lista de canciones
- Todas las canciones fueron compuestas por Chris Rea.

1. «On the Beach» 5:04
2. «Little Blonde Plaits» 4:17
3. «Giverny» 5:39
4. «Lucky Day» 3:57
5. «Just Passing Through» 5:20
6. «It's All Gone» 7:28
7. «Hello Friend» 4:19
8. «Two Roads» 3:44
9. «Light of Hope» 4:34
10. «Auf Immer und Ewig» 4:11
11. «Freeway» 4:12
12. «Bless Them All» 2:30
13. «Crack That Mould» 4:34

Nota: Las pistas 11, 12 y 13 no fueron incluidas en el lanzamiento original del LP.

## Datos adicionales
La canción que abre el disco «On the Beach», fue versionada por el grupo alemán de música electrónica York, logrando alcanzar el 4º lugar en la lista del Reino Unido en junio de 2000, y por el grupo austríaco de música house Sonic Palm.
«Auf Immer und Ewig» es el título de la película de 1985 con el mismo nombre. Se traduce en inglés como "Forever and Always".

## Certificaciones
| País        | Organismo certificador | Certificación | Unidades certif./Ventas |
| ----------- | ---------------------- | ------------- | ----------------------- |
| Francia     | SNEP                   | Oro           | 100 000*                |
| Alemania    | BVMI                   | Oro           | 250 000^                |
| Reino Unido | BPI                    | Platino       | 300 000^                |

## Personal
- Chris Rea – vocalista, guitarras, teclados, piano, bajo sin trastes, bits
- Max Middleton – piano, Rhodes
- Kevin Leach – teclados
- Eoghan O'Neill – bajo eléctrico
- Dave Mattacks – batería
- Adrian Rea – batería
- Martin Ditcham – percusión
- Robert Awhai – guitarras
- Stuart Eals – grabaciones
- David Richards – mezclas
- Stylo Rouge – diseño de portada
- Ekkeheart Gurlitt – fotografía
- Francoise La Port – fotografía
- David Richards – producción
- Jim Beach – administración
- Paul Lilly – administración